# 天山山脉
天山山脉（维吾尔语： Tengri Tagh/Тәңри тағ；东干文：Тянсан）古称敦薨之山。是亚洲中部最大的一条山脉，横亘中国新疆的中部、吉尔吉斯斯坦和乌兹别克斯坦，西端伸入哈萨克斯坦。古名白山，又名雪山，冬夏有雪，故名，匈奴谓之祁连，漢朝稱之爲北山，唐朝时又名折罗漫山。天山山脈长约2500km，宽约250～300km，平均海拔约5000m。最高峰是托木尔峰，海拔为7439m，在中国和吉尔吉斯斯坦边界；第二高峰是汗腾格里峰海拔6995m，在中国，哈萨克斯坦，吉尔吉斯斯坦交界处；博格达峰的海拔5445m，在中国境内。前两者是前苏联雪豹登山奖必要五峰之二。中亞的三条大河——锡尔河、楚河和伊犁河都发源于此山。天山山脉把新疆分成两部分：南边是塔里木盆地；北边是准噶尔盆地。天山由东西走向的褶皱断块山组成，山间有陷落盆地，如哈密盆地、吐鲁番盆地，西部有伊犁谷地。
位于乌鲁木齐市以东的博格达峰海拔5445米，峰上的积雪终年不化，人们称它“雪海”。位于博格达峰山腰的天池，清澈透明，是新疆著名的旅游胜地。目前，博格达峰自然保护区已纳入联合国“人与生物圈”自然保护区网。托木尔峰，海拔7439米，是天山的最高峰，登山界一般承认1956年阿巴拉科夫首次登顶成功，但也有说1938年已有苏联登山队登顶；1975年7月25日首个中国登山队登顶成功。

## 地理位置

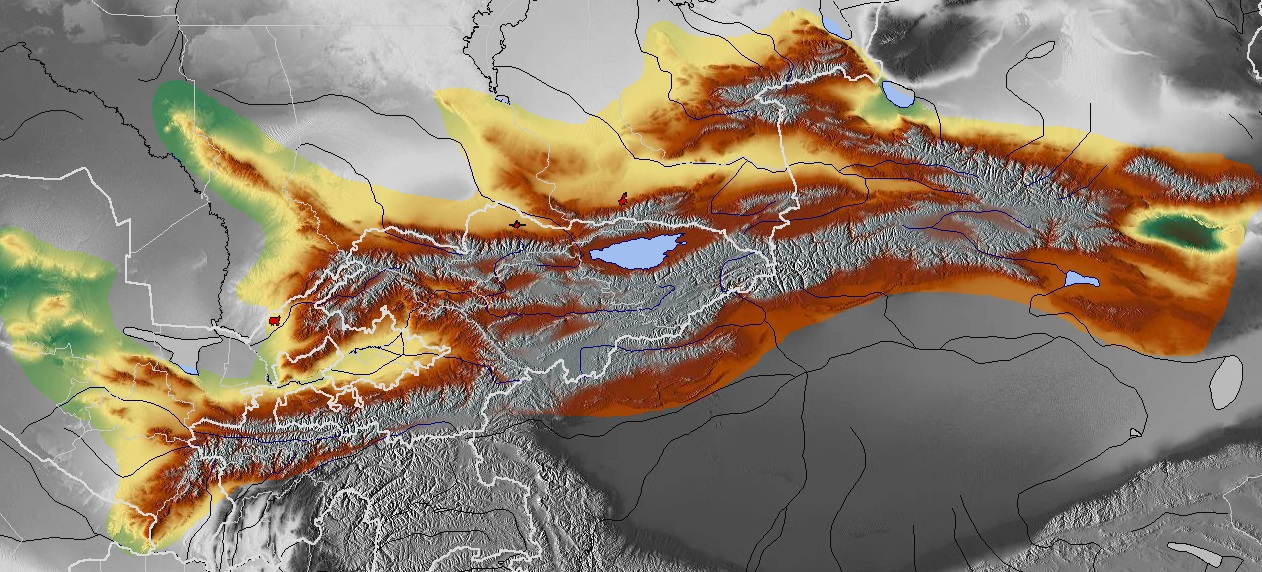
天山地图

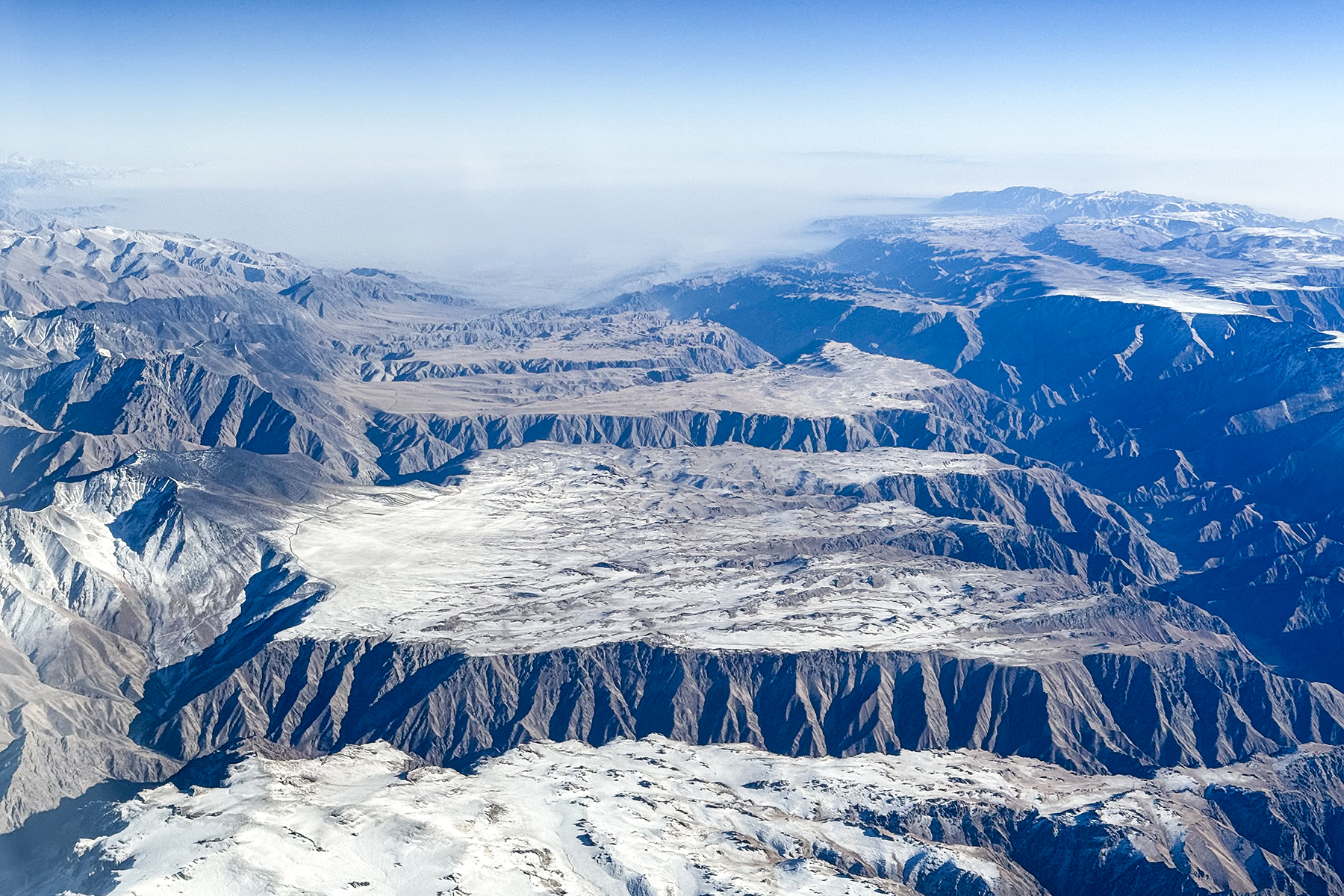
中天山的额尔宾山（又称艾尔温根山）

天山东西横亘2500余公里，南北宽度250-350公里，在中国境内绵延1700千米，占地57万多平方公里，占新疆全区面积约1/3，主脉西起中国-哈萨克-吉尔吉斯三国交界的汗腾格里峰、哈尔克他乌山(Halketawu Mountains)东至那拉提山(Narat Range)。整个天山山系由3列山脉组成，由北往南分别称为北天山-东天山、西部天山-中天山和南天山。(也有一说北天山-东天山为北天山，西部天山-中天山为中天山)。
北天山-东天山西起哈萨克塔尔迪库尔干经中哈边界的准噶尔阿拉套进入中国境内科古尔琴山、博罗科努山东至萨阿尔明山，东天山西起博格达峰、巴里坤山(Barkol Mountains)、托木尔提峰东至哈尔里克山(Karlik Mountains)。
西部天山-中天山是天山主脉。其中西部天山部分西起乌兹别克-哈萨克-吉尔吉斯边界的塔拉斯阿拉套之后进入吉尔吉斯境内的吉尔吉斯阿拉套、昆格阿拉套东至哈萨克-吉尔吉斯边界外伊犁阿拉套。中天山部分西起哈萨克Ketmen Ridge、东至中国境内乌孙山(阿拉喀尔山)。
南天山北支西起吉尔吉斯泰尔斯凯山脉东至汗腾格里峰。南天山南支西起帕米尔高原北缘的中国-吉尔吉斯伊尔克什坦口岸在乌恰县与费尔干纳山会合沿中吉边界、经托木尔峰、汗腾格里峰进入中国境内经木扎尔特达坂、哈尔克他乌山后分南北二支、北支东至那拉提山、南支经铁力买提达坂、霍拉山，东至库鲁克塔格山。
天山山脉和昆仑山山脉在帕米尔高原上的相连，交汇处位于新疆乌恰县。在费尔干纳盆地以南的地区，有一800公里费尔干纳山脉，从伊塞克湖以南向西南偏西弯曲，将塔里木盆地与费尔干纳盆地分开。费尔干纳山脉向东北方向延伸至 Talas Ala-Too，将纳伦盆地上游与费尔干纳地区分开。这些山脉的南侧在塔吉克斯坦并入帕米尔高原（阿赖山脉）。西边是突厥斯坦山脉，几乎一直延伸至撒马尔罕。
天山横亘新疆全境，跨越喀什地区、克孜勒苏柯尔克孜自治州、阿克苏地区、巴音郭楞蒙古自治州、吐鲁番市、哈密市、伊犁哈萨克自治州、博尔塔拉蒙古自治州、石河子市、昌吉回族自治州、乌鲁木齐市等多个地州市，是准噶尔盆地和塔里木盆地的天然地理分界，南北被塔克拉玛干沙漠和古尔班通古特沙漠环抱。

## 地质地貌
天山属于比较年轻的山系，形成距今约二三百万年前。距今约1200-200万年前，天山在其演化中发生较为突出的变化，东西向分布，条状隆起，形成今天的规模。同时吐鲁番盆地也在此次演化中形成，并由于断裂后的长期沉降，成为中国海拔最低的地方。天山山地现代地貌过程从山顶到山麓，依次为：
- 常年积雪和现代冰川作用带。位于海拔3800米—4200米以上的冰雪覆盖的极高山带。据统计，天山拥有现代冰川近7000条，面积达1万平方千米。
- 霜冻作用带。位于海拔2600米—2700米以上的山区，堆积了大量古代冰川沉积物，并保留了多种冰川侵蚀地形——古冰斗、冰槽谷、冰坎等。负温期长达半年，仅于盛夏解冻。
- 流水侵蚀、堆积带。位于海拔1500米—2700米（或2800米），河网密布，河谷阶地发育。
- 干旱剥蚀低山带。位于海拔1300米—1500米以下，年降水量200—400毫米，南坡位于海拔1700—2000米以下，年降水量100—150毫米，外营力以干燥剥蚀作用为主，南坡尤盛。

## 氣候植被

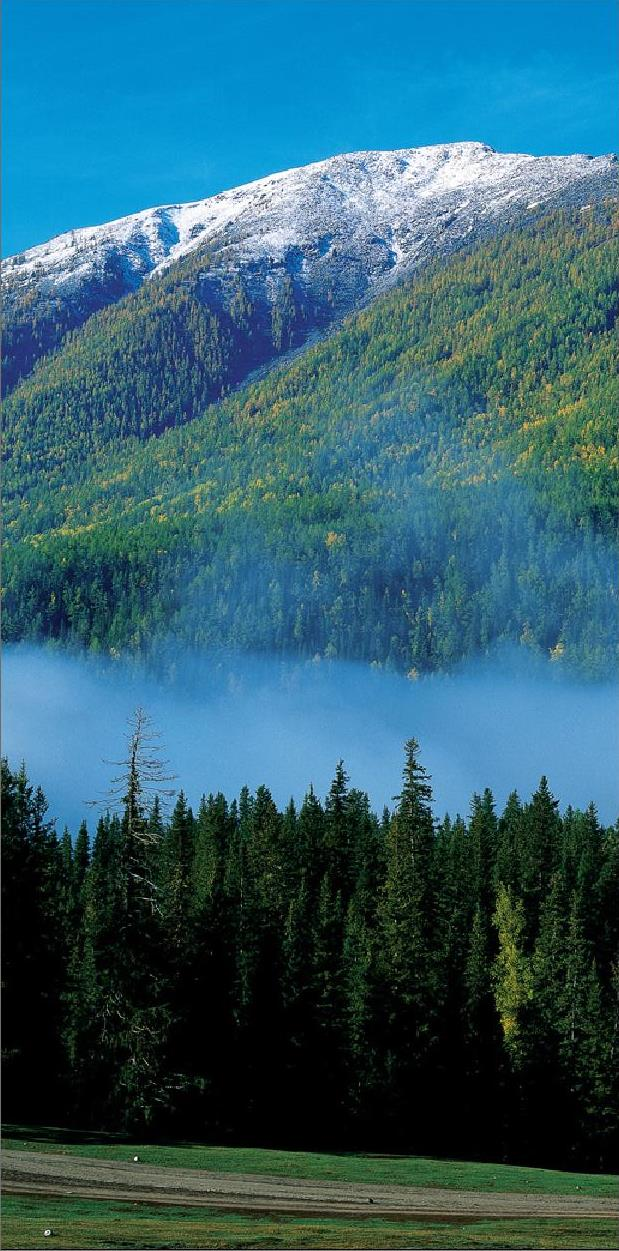
天山的垂直自然带分布

天山是全球唯一由巨大沙漠夹持的大型山脉，以深居内陆的地理区位、温带大陆性干旱气候、山盆相间的地貌格局、众多的冰川河流、特殊的生物区系和生态过程等诸多自然特征，成为全球温带干旱区大型山地生态系统的最典型代表。天山拥有全球温带干旱区最为典型完整的山地垂直自然带谱，反映了温带干旱区山地生物多样性和生物生态过程受海拔、坡向与坡度的水热空间变化影响的分布特征和变化规律。
天山山地气候年中明显分成冷、暖两季。冷季天气多晴朗，3000米以下的山地、盆地和谷地积雪深厚，且多雾霜。暖季（夏季）海拔3000米以上多雨雪。3000米以下气候凉爽。在天山山地，特别在天山西段，冬季往往形成明显的逆温层结。逆温产生于10月，消失于翌年4月。以1月份的层结为最大，达3000米左右。天山山地的年降水量，同一山坡自西到东，逐渐减少；山地迎风坡（北坡）多于背风坡（南坡）；山地内部盆地或谷地少于外围山地。位于天山内部的巴音布鲁克盆地海拔2438米，年降水量仅2762毫米，比同高度的山地少。天山北坡的年均降水量多在500毫米以上。其中以西段的中山森林带最多，达1139.7毫米（1970年记录）。海拔接近海平面的托克逊年降水量最少，只有6.9毫米。降水季节变化很大，最大降水集中在5、6两月，以2月份最少。
天山南麓和北麓的植被分布不同，北坡由山脚至山顶植被依次为山地草原，山地草甸草原，针叶林，高山草原，高山垫状植物，积雪冰川。南坡由山脚至山顶依次为：荒漠、荒漠草原、干旱山地草原、山地草原、剥蚀高山、积雪冰川。

## 主要山峰
- 托木尔峰
- 汗腾格里峰
- 博格达峰

## 世界遗产

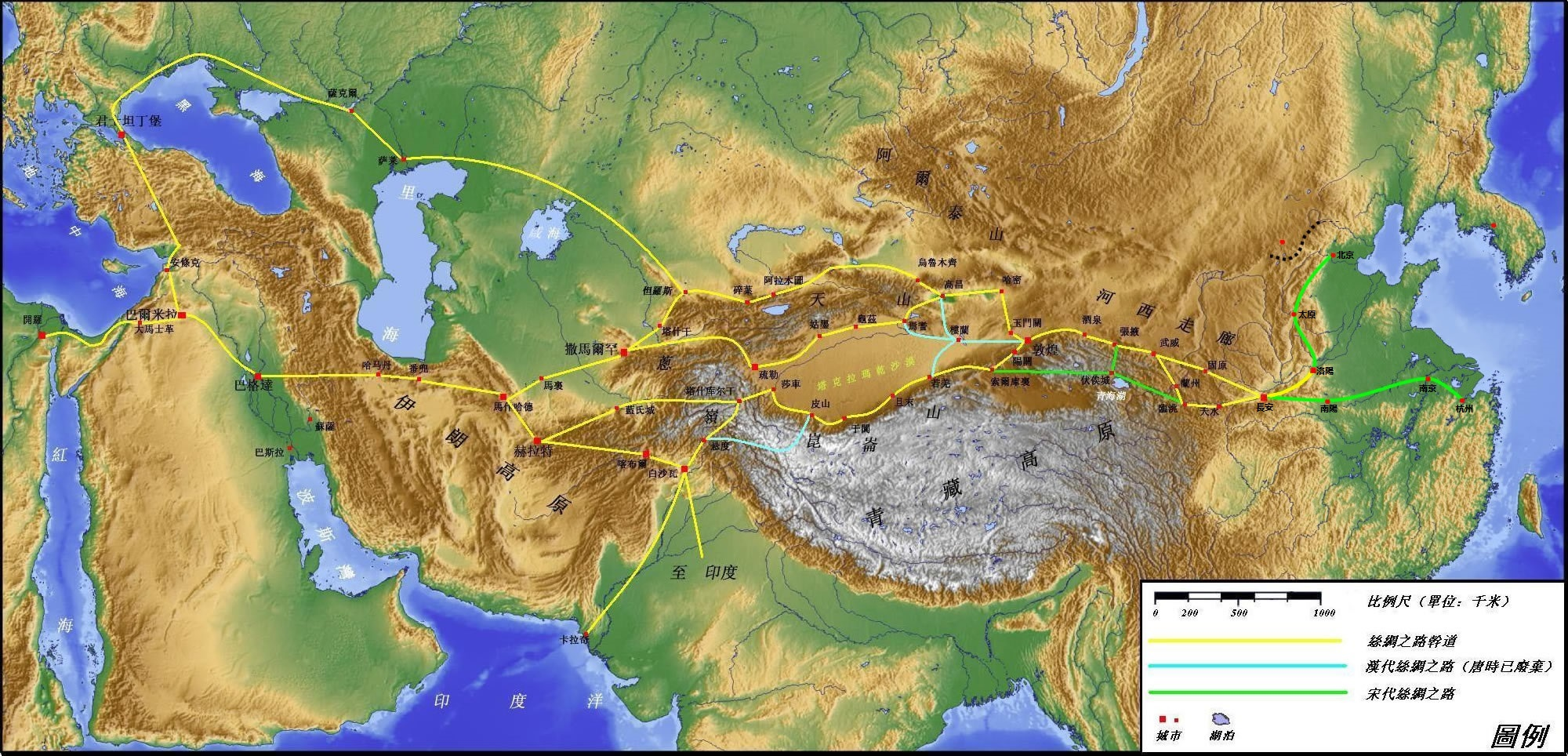
天山與絲綢之路

在2013年召开的第37届世界遗产大会上，新疆天山被正式列入世界遗产的自然遗产名录。列入范围包括阿克苏的托木尔、伊犁哈萨克自治州的喀拉峻-库尔德宁、巴音郭楞蒙古自治州的巴音布鲁克和昌吉回族自治州的博格达四个区域。在2016年召开的第40届世界遗产大会上，位于吉爾吉斯斯坦、烏茲別克斯坦和哈薩克斯坦的西部天山被正式列入世界遗产的自然遗产名录。

## 文化
- 此区域曾为古代游牧民族的活动场所，今天留下了许多草原石人雕像。还有大量岩画、墓葬群。
- 20世纪50年代，中国作家碧野曾多次来天山地区采风，并创作出《天山景物记》等作品。